# Satyananda Saraswati
Swami Paramahamsa Satyananda Saraswati, kortweg Swami Satyananda, (Almorah, Uttar Pradesh (India), 1923), is een yogi en goeroe.
Op zijn negentiende in 1943 ontving Satyananda de 'sannyasa' van Swami Sivananda in Rishikesh. Dit is de laatste stap in rituelen voor monniken en voor mannen van vijftig jaar of ouder die hun leven willen wijden aan spirituele doelen. Daarna diende hij gedurende twaalf jaar in verschillende ashrams. Hij schreef verschillende artikelen en gedichten in Hindi en Sanskriet. Daarna verliet hij India en reisde door Afghanistan, Nepal, Birma and Ceylon in de acht jaren daarna, waarbij hij zijn spirituele kennis uitbreidde.
In 1963 vestigde hij zich in Munger in de staat Bihar en richtte daar de  International Yoga Fellowship op en een jaar later de Bihar School of Yoga. Hier schreef hij door de jaren heen vele boeken. In 1988 trok hij zich terug uit de actieve betrokkenheid in yoga en gaf zijn actieve werk in handen van zijn leerling Swami Niranjanananda. Saraswati leeft nu als een Paramahamsa Sannyasin - een monnik in een door Shankaracharya gestichte monnikenorde - en wijdt zich aan hogere spirituele en vedische sadhana's.
De leer van de Bihar School of Yoga heet Bihar Yoga in India en wordt internationaal Satyananda-yoga genoemd.